# Kiken na Venus
Kiken na Venus (危険なビーナス?). nota anche con il titolo internazionale The Dangerous Venus, è una serie televisiva giapponese del 2020, trasmessa su TBS dall'11 ottobre al 13 dicembre 2020.

## Trama
Hakuro Teshima è un veterinario di indole tranquilla e di grande onestà, il quale non riesce a trovare tuttavia a trovare la donna adatta a lui. Prima di morire in un misterioso "incidente", sua madre si era risposata con il ricco capofamiglia degli Yagami; non sentendosi a suo agio in quell'ambiente, caratterizzato da invidia, egoismo e segreti nascosti, Hakuro aveva con il tempo preferito tagliare completamente tutti i ponti che li legavano a loro, e continuare con la propria vita. Un giorno, si presenta tuttavia sul suo luogo di lavoro Kaede, una donna che afferma di essere la moglie di suo fratello Akito, scomparso da alcuni giorni.
I problemi si complicano quando Akito si scopre essere l'erede designato dell'ingente patrimonio degli Yagami, quantificabile in oltre tre miliardi di yen, con il grande disappunto di tutti i restanti membri della famiglia. Hakuro decide di aiutare Kaede a ritrovare Akito, malgrado l'avvenente ragazza sembri nascondere più di un segreto.